# Cincinnati Bengals 2008
La stagione 2008 dei Cincinnati Bengals è stata la 40ª della franchigia nella National Football League, la 43ª complessiva. La squadra non riuscì migliorare il record di 7-9 della stagione precedente scendendo a 4-11-1 e mancando l'accesso ai playoff per il terzo anno consecutivo.

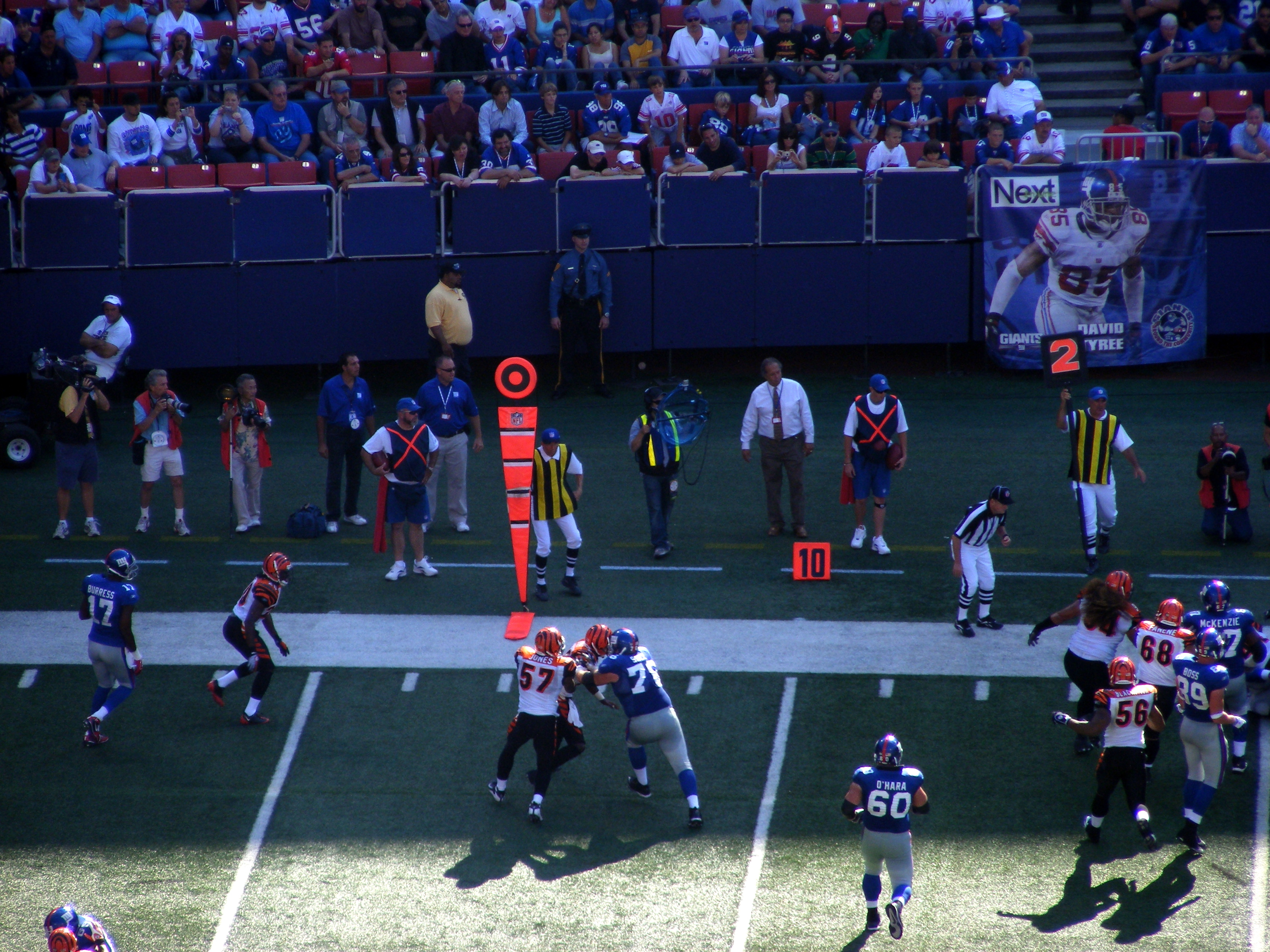
I Bengals in visita ai New York Giants al Giants Stadium il 21 settembre

## Roster
| Roster dei Cincinnati Bengals nel 2008 |
| --- |
| Quarterback - 11 Ryan Fitzpatrick - 9 Carson Palmer Running Back Wide Receiver - 83 Antonio Chatman PR - 15 Chris Henry - 16 Glenn Holt KR - 84 T.J. Houshmandzadeh - 85 Chad Johnson - 89 Jerome Simpson Tight End Offensive Linemen - 79 Stacy Andrews G/T - 76 Levi Jones T - 75 Scott Kooistra G/T - 62 Nate Livings G - 65 Dan Santucci C - 77 Andrew Whitworth G/T Defensive Linemen - 92 Frostee Rucker DE - 90 Justin Smith DE - 97 John Thornton DT Linebacker Defensive Back Special Team - 48 Brad St. Louis LS |
| Legenda - I rookie sono in corsivo. - Il primo ruolo è il principale mentre gli eventuali successivi indicano i ruoli secondari. - (IR) sta per Injured Reserve ed indica la lista ristretta per un solo giocatore infortunato che può tornare ad allenarsi dopo la settimana 6 e a rientrare in prima squadra dopo che questa ha giocato 8 partite. - (NF-Inj.) / (NF-Ill.) stanno rispettivamente per Non-Football Injured e Non-Football Illness ed indicano le liste dove viene inserito un giocatore che ha un infortunio o una malattia non dipendente dal football americano. - (PUP) sta per Physically Unable to Perform ed indica la lista dove viene inserito un giocatore mentre è in attesa di recuperare la condizione fisica. Nella stagione regolare dopo la sesta partita giocata dalla propria squadra, il giocatore ha tempo tre settimane per riprendere ad allenarsi, più tre settimane aggiuntive dal suo rientro agli allenamenti per rientrare in prima squadra. |

## Calendario
| Stagione regolare |                    |                        |                    |                    |                          |                    |
| Turno             | Data               | Avversario             | Risultato          | Record             | Pubblico                 | Sintesi            |
| 1                 | 7 settembre        | at Baltimore Ravens    | S 10–17            | 0–1                | M&T Bank Stadium         | Recap              |
| 2                 | 14 settembre       | Tennessee Titans       | S 7–24             | 0–2                | Paul Brown Stadium       | Recap              |
| 3                 | 21 settembre       | at New York Giants     | S 23–26            | 0–3                | Giants Stadium           | Recap              |
| 4                 | 28 settembre       | Cleveland Browns       | S 12–20            | 0–4                | Paul Brown Stadium       | Recap              |
| 5                 | 5 ottobre          | at Dallas Cowboys      | S 22–31            | 0–5                | Texas Stadium            | Recap              |
| 6                 | 12 ottobre         | at New York Jets       | S 14–26            | 0–6                | Giants Stadium           | Recap              |
| 7                 | 19 ottobre         | Pittsburgh Steelers    | S 10–38            | 0–7                | Paul Brown Stadium       | Recap              |
| 8                 | 26 ottobre         | at Houston Texans      | S 6–35             | 0–8                | Reliant Stadium          | Recap              |
| 9                 | 2 novembre         | Jacksonville Jaguars   | V 21–19            | 1–8                | Paul Brown Stadium       | Recap              |
| 10                | Settimana di pausa | Settimana di pausa     | Settimana di pausa | Settimana di pausa | Settimana di pausa       | Settimana di pausa |
| 11                | 16 novembre        | Philadelphia Eagles    | P 13–13 (dts)      | 1–8–1              | Paul Brown Stadium       | Recap              |
| 12                | 20 novembre        | at Pittsburgh Steelers | S 10–27            | 1–9–1              | Heinz Field              | Recap              |
| 13                | 30 novembre        | Baltimore Ravens       | S 3–34             | 1–10–1             | Paul Brown Stadium       | Recap              |
| 14                | 7 dicembre         | at Indianapolis Colts  | S 3–35             | 1–11–1             | Lucas Oil Stadium        | Recap              |
| 15                | 14 dicembre        | Washington Redskins    | V 20–13            | 2–11–1             | Paul Brown Stadium       | Recap              |
| 16                | 21 dicembre        | at Cleveland Browns    | V 14–0             | 3–11–1             | Cleveland Browns Stadium | Recap              |
| 17                | 28 dicembre        | Kansas City Chiefs     | V 16–6             | 4–11–1             | Paul Brown Stadium       | Recap              |

Nota: gli avversari della propria division sono in grassetto.

## Classifiche
| AFC Central Division    |    |    |   |      |     |      |     |     |     |
|                         | V  | S  | P | %    | DIV | CONF | PF  | PS  | STR |
| (2) Pittsburgh Steelers | 12 | 4  | 0 | .750 | 6–0 | 10–2 | 347 | 223 | V1  |
| (6) Baltimore Ravens    | 11 | 5  | 0 | .688 | 4–2 | 8–4  | 385 | 244 | V2  |
| Cincinnati Bengals      | 4  | 11 | 1 | .281 | 1–5 | 3–9  | 232 | 350 | V3  |
| Cleveland Browns        | 4  | 12 | 0 | .250 | 1–5 | 3–9  | 204 | 364 | S6  |